# 高田豊輝
高田 豊輝（たかた とよてる、1937年 - ）は、日本の郷土史家。阿波郷土会会員。徳島県徳島市出身。
1964年、日本電信電話公社（現NTTグループ）在職中に郷土史研究家・飯田義資に師事。2002年、徳島市勝占中部文化財保勝会会長に就任。

## 著書
- 『阿波近世用語集〈第1〉政治・経済編』（1969年、改訂第2版）
- 『徳島市南部の民俗〈1〉』（1979年、勝占西部文化財保勝会）
- 『徳島の方言索引』（1983年）
- 『徳島の方言』（1985年）
- 『藍染めは誰でもできる―栽培から染色まで』（2003年、文芸社）
- 『徳島市方上地区の歴史』（2007年）

| スタブアイコン | サブスタブ | この項目は、まだ閲覧者の調べものの参照としては役立たない、人物に関連した書きかけの項目です。この項目を加筆・訂正などしてくださる協力者を求めています（P:人物伝/PJ:人物伝）。 |